# 올림픽 홍콩 선수단
올림픽 홍콩 선수단은 홍콩을 대표하여 올림픽에 참가하는 선수단이다.
영국의 식민지 시대였던 1951년에 국제 올림픽 위원회가 홍콩 올림픽 위원회 아마추어 스포츠 연맹(Amateur Sports Federation and Olympic Committee of Hong Kong)을 승인했으며 1952년 헬싱키 하계 올림픽에서는 홍콩이 처음으로 하계 올림픽에 참가했다. 1980년 모스크바 하계 올림픽은 홍콩이 서방권 국가들의 보이콧에 동조하면서 불참했다.
1997년 홍콩이 중화인민공화국에 반환된 이후에 홍콩은 올림픽에서 홍콩 차이나(영어: Hong Kong, China, 중국어: 中國香港)라는 이름으로 참가하고 있다. 2002년 솔트레이크시티 동계 올림픽에서는 홍콩이 처음으로 동계 올림픽에 참가했다. 2008년 베이징 하계 올림픽에서는 승마 종목이 홍콩에서 개최되었다.

## 같이 보기
- 분류:홍콩의 올림픽 참가 선수
- 동계 올림픽에 참가한 열대 국가